# Heinz-Jürgen Steinschulte
Heinz-Jürgen Steinschulte ist ein ehemaliger deutscher Kanute mit der Spezialdisziplin Kanuslalom.

## Werdegang
Steinschulte stammt aus dem westfälischen Schwerte. Als Mitglied des Kanu- und Surfvereins Schwerte spezialisierte er sich von Jugend an vor allem auf Wildwasserkanu. Zusammen mit seinem Partner Karl-Heinz Scheffer gewann er bereits 1966 die deutsche Meisterschaft im Zweier-Canadier und wiederholte diesen Erfolg 1967. Bei den Kanuslalom-Weltmeisterschaften 1967 in Lipno erreichte das Duo Steinschulte/Scheffer den dritten Platz. Nachdem sie 1968 wieder Deutsche Meister geworden waren, gewannen sie bei den Kanuslalom-Weltmeisterschaften 1969 in Bourg-Saint-Maurice ihren ersten Weltmeistertitel. Zwei Jahre später bei den Kanuslalom-Weltmeisterschaften 1971 in Meran erreichten die die Silbermedaille und konnten 1973 mit der deutschen Mannschaft (Steinschulte, Scheffer, Hans-Otto Schumacher und Wilhelm Baues) noch einmal Weltmeister im Wildwasser-Kanadier werden.
Bereits am 11. November 1969 wurden Steinschulte und Scheffer mit dem Silbernen Lorbeerblatt ausgezeichnet.